# Bredebro Station
Bredebro Station er en dansk jernbanestation i Bredebro på Bramming-Tønder-banen. Arriva betjener stationen med tog, der kører Esbjerg-Tønder-Niebüll med timedrift på hverdage og totimersdrift i weekender.